# Манжерок (село)
Манжерок (рос. Манжерок) — село Маймінського району, Республіка Алтай Росії. Входить до складу Манжерокського сільського поселення.
Населення — 1598 осіб (2015 рік).